# Main Page for Japanese-learners
- メインページ (Main page)
- 携帯版（けいたいばん） (mobile)
- 簡易版（かんいばん） (simple)

ウィキペディア日本語版（にほんごばん）へようこそ。 (Welcome to the Japanese Wikipedia!)
コメントや質問（しつもん）があれば、Wikipedia:Help for Non-Japanese Speakersにお願（ねが）いします。(If you have any comments or questions, you can leave a message in Wikipedia:Help for Non-Japanese Speakers.)
m:A guide to the Japanese Wikipedia（ウィキペディア日本語版の手引（てび）き）とWikipedia:大使館（たいしかん）もご覧（らん）ください。(See also m:A guide to the Japanese Wikipedia and m:Wikimedia Embassy.)
| 分野別（ぶんやべつ）ポータル (Portals) 人文科学 (Liberal Arts) 哲学 (Philosophy) - 文学 (Literature) - 言語学 (Linguistics) - 神道 (Shinto) - 仏教 (Buddhism) - イスラーム (Islam) - キリスト教 (Christianity) 歴史 (History) 歴史 (History) - 世界遺産 (World heritage) 地理 (Geography) 地理学 (Geography) - ヨーロッパ (Europe) - 北アメリカ (North America) - 南アメリカ (North America) - アジア (Asia) - アフリカ (Africa) - オセアニア (Oceania) - 日本 (Japan) - 日本の都道府県 (Prefectures in Japan) 社会科学 (Social Sciences) 経済学 (Economics) - 災害 (Disasters) - 教育 (Education) - 軍事 (Military) - 戦争 (Wars) - 平和 (Peace) 自然科学 (Natural Sciences) 物理学 (Physics) - 化学 (Chemistry) - 天文学 (Astronomy) - 地球科学 (Geoscience) - 気象と気候 (Climates) - 生物学 (Biology) - 生き物と自然 (Nature and creatures) - 医学と医療 (Medical science and medical cares) - 数学 (Mathematics) 技術と産業 (Industry and Technology) 鉄道 (Railway) - 環境 (Environment) - 自動車 (Vehicles) - 原子力 (Nuclear power) - エレクトロニクス (Electronics) - コンピュータ (Computer) - 食 (Diet) 文化と芸術 (Culture and Arts) 美術 (Fine Arts) - 音楽 (Music) - 舞台芸術 (Theater) - 映画 (Cinema) 娯楽とスポーツ (Sports and Entertainment) 温泉 (Onsen - Hot springs) - テレビ (TV) - ラジオ (Radio) - 漫画 (Comics) - アニメ (Animations) - コンピュータゲーム (Video game) - スポーツ (Sports) 最近の出来事 (Recent News and Topics) | 資料 (Data) 索引 (Index) - 年表 (chronological tables) - 暦 (calendar) - 日付の一覧 (List of days of the year) - 一覧 (list of lists) カテゴリ (Categories) 社会 (Society) - 歴史 (History) - 人 (Humans) - 文化 (Culture) - 学問 (Studies) - 科学 (Sciences) - 技術 (Technology) - 自然 (Nature) - 地理 (Geography) - ウィキメディア (Wikimedia) - 一覧 (Lists) プロジェクト (Wikimedia Projects) 他言語版 (Other Wikipedias) - 姉妹プロジェクト (Sister projects) - 方針 (Policies) - ガイドブック (Tutorial) - FAQ - お問い合わせ (Contact us) |

| リンクをクリックすると、各都道府県別のポータルに移動します。 | リンクをクリックすると、各都道府県別のポータルに移動します。 | リンクをクリックすると、各都道府県別のポータルに移動します。 | リンクをクリックすると、各都道府県別のポータルに移動します。 | リンクをクリックすると、各都道府県別のポータルに移動します。 | リンクをクリックすると、各都道府県別のポータルに移動します。 | リンクをクリックすると、各都道府県別のポータルに移動します。 | リンクをクリックすると、各都道府県別のポータルに移動します。 |                  |                   | 北海道 Hokkaido  |
| リンクをクリックすると、各都道府県別のポータルに移動します。 | リンクをクリックすると、各都道府県別のポータルに移動します。 | リンクをクリックすると、各都道府県別のポータルに移動します。 | リンクをクリックすると、各都道府県別のポータルに移動します。 | リンクをクリックすると、各都道府県別のポータルに移動します。 | リンクをクリックすると、各都道府県別のポータルに移動します。 | リンクをクリックすると、各都道府県別のポータルに移動します。 | リンクをクリックすると、各都道府県別のポータルに移動します。 | 青森県 Aomori    |                   |                  |
| リンクをクリックすると、各都道府県別のポータルに移動します。 | リンクをクリックすると、各都道府県別のポータルに移動します。 | リンクをクリックすると、各都道府県別のポータルに移動します。 | リンクをクリックすると、各都道府県別のポータルに移動します。 | リンクをクリックすると、各都道府県別のポータルに移動します。 | リンクをクリックすると、各都道府県別のポータルに移動します。 | リンクをクリックすると、各都道府県別のポータルに移動します。 | リンクをクリックすると、各都道府県別のポータルに移動します。 |                  | 秋田県 Akita      | 岩手県 Iwate     |
| リンクをクリックすると、各都道府県別のポータルに移動します。 | リンクをクリックすると、各都道府県別のポータルに移動します。 | リンクをクリックすると、各都道府県別のポータルに移動します。 | リンクをクリックすると、各都道府県別のポータルに移動します。 | リンクをクリックすると、各都道府県別のポータルに移動します。 | リンクをクリックすると、各都道府県別のポータルに移動します。 | リンクをクリックすると、各都道府県別のポータルに移動します。 | リンクをクリックすると、各都道府県別のポータルに移動します。 | 新潟県 Niigata   | 山形県 Yamagata   | 宮城県 Miyagi    |
|                                                              |                                                              |                                                              |                                                              |                                                              |                                                              |                                                              | 石川県 Ishikawa                                              | 富山県 Toyama    | 栃木県 Tochigi    | 福島県 Fukushima |
|                                                              |                                                              |                                                              |                                                              |                                                              |                                                              | 福井県 Fukui                                                 | 長野県 Nagano                                                | 群馬県 Gunma     | 埼玉県 Saitama    | 茨城県 Ibaraki   |
|                                                              |                                                              | 島根県 Shimane                                               | 鳥取県 Tottori                                               | 兵庫県 Hyogo                                                 | 京都府 Kyoto                                                 | 滋賀県 Shiga                                                 | 岐阜県 Gifu                                                  | 山梨県 Yamanashi | 東京都 Tokyo      | 千葉県 Chiba     |
|                                                              |                                                              | 山口県 Yamaguchi                                             | 広島県 Hiroshima                                             | 岡山県 Okayama                                               | 大阪府 Osaka                                                 | 奈良県 Nara                                                  | 愛知県 Aichi                                                 | 静岡県 Shizuoka  | 神奈川県 Kanagawa |                  |
| 佐賀県 Saga                                                  | 福岡県 Fukuoka                                               |                                                              |                                                              |                                                              |                                                              | 和歌山県 Wakayama                                            | 三重県 Mie                                                   |                  |                   |                  |
| 長崎県 Nagasaki                                              | 熊本県 Kumamoto                                              | 大分県 Oita                                                  |                                                              | 愛媛県 Ehime                                                 | 香川県 Kagawa                                                |                                                              |                                                              |                  |                   |                  |
|                                                              | 鹿児島県 Kagoshima                                           | 宮崎県 Miyazaki                                              |                                                              | 高知県 Kochi                                                 | 徳島県 Tokushima                                             |                                                              |                                                              |                  |                   |                  |
| 沖縄県 Okinawa                                               |                                                              |                                                              |                                                              |                                                              |                                                              |                                                              |                                                              |                  |                   |                  |

ウィキメディア・プロジェクト (Wikimedia Projects)
| ウィキペディア     | ウィキペディア 百科事典（ひゃっかじてん）               | ウィクショナリー         | ウィクショナリー 多機能辞典（たきのうじてん） | ウィキブックス     | ウィキブックス 教科書（きょうかしょ）や解説書（かいせつしょ）   |
| ウィキクォート     | ウィキクォート 引用句集（いんようくしゅう）             | ウィキメディア・コモンズ | コモンズ ファイルの集積（しゅうせき）         | ウィキソース       | ウィキソース 著作権（ちょさくけん）フリー文書（ぶんしょ）の集積 |
| ウィキスピーシーズ | ウィキスピーシーズ 生物種（せいぶつしゅ）のディレクトリ | ウィキニュース           | ウィキニュース 自由（じゆう）なニュース       | メタウィキメディア | メタウィキ 全（ぜん）プロジェクトの議論（ぎろん）               |